# Krist Maloki
Krist Maloki, född den 8 april 1900 i Prizren i Kosovo, död den 24 november 1972, var en albansk forskare och publicist.
Krist Maloki studerade i Österrike tack vare ett österrikiskt stipendium. Han studerade där filosofi och musik vid skolor i Wien, Salzburg och Graz och slutförde studier i forskarnivå år 1929. Han försörjde sig åren 1929-1934 som privatlärare emedan han studerade juridik. Han blev professor vid Graz Academy of Commerce. 1966 gick han i pension. Han är i dag främst ihågkommen som artikelförfattare av albanskrelaterade ämnen i patriotiska tidskrifter under 1930-talet.